# Смоляниново (станция)
Смоляни́ново — узловая железнодорожная станция Владивостокского отделения Дальневосточной железной дороги на линии Угольная — Мыс Астафьева в поселке Смоляниново Приморского края. Несмотря на то, что на станции платформа есть только на первом пути, посадка-высадка изредка производятся и на втором.
От станции отходит неэлектрифицированная железнодорожная ветка на Дунай (пассажирское движение отсутствует).
На станции имеется локомотивное депо. 
Участок железной дороги Смоляниново — Партизанск характеризуется наличием сложных перевалов, для работы на которых использовались электровозы с рекуперативным торможением ВЛ60Р и ВЛ80Р, с 2000-х гг. — электровозы 3ЭС5К, ЭП1 и ЭП1П.
Станция осуществляет приём и выдачу грузов как повагонными, так и мелкими отправками.
На станции останавливаются все виды электропоездов, а также пассажирский поезд № 113/114 сообщением Хабаровск — Тихоокеанская.

## Дальнее следование по станции
| № поезда | Маршрут движения          | № поезда | Маршрут движения          |
| -------- | ------------------------- | -------- | ------------------------- |
| 113      | Тихоокеанская — Хабаровск | 114      | Хабаровск — Тихоокеанская |